# Xubra el-Kheima
Xubra el-Kheima (em árabe: شبرا الخيمة; romaniz.: Xubrā al-Khaymah) é uma cidade egípcia localizada a nordeste do país. Faz parte da região metropolitana do Cairo e possui uma população de 1,1 milhão de habitantes, sendo a quarta maior cidade do país, ficando apenas atrás de Cairo, Giza e Alexandria. É uma cidade industrial.